# Józsa Tivadar
Józsa Tivadar (Budapest, 1925. március 24. – Zirc, 2022. február 9.) magyar belgyógyász szakorvos, költő, író, szociográfus, műgyűjtő. Írásait Bodosi György és Giorgo di Bodossino álneveken publikálta.

## Életpályája
Józsa Tivadar járásbírósági elnök és Voltolini Adél háztartásbeli gyermekeként született. Apai ágon székely (apja az erdélyi Homoród völgyében született), anyain olasz (anyja Valdi Soléban született) elődök leszármazottja. Az V. Kerületi Gimnázium elvégzését követően a Semmelweis Orvostudományi Egyetemen szerzet belgyógyászati szakorvosi vizsgát, 1950-ben. Ötödéves medikusként majd szigorló orvosként a Kelet- Európai Intézetben dolgozott, annak szociográfiával foglalkozó részlegén, melyet közvetlenül Bibó István irányított. Mivel előélete miatt nem kaphatott állást a fővárosban, 1950-től 1953-ig segédorvosként dolgozott a Veszprém Megyei Kórházban, ahonnan szintén elmozdították így 1953-ban Pécselyen lett körzeti orvos 1987-es nyugdíjba vonulásáig.
Élete utolsó három évében Balatonalmádiban élt. 2022. február 9-én, a zirci kórházban hunyt el. Pécselyen temették el.

## Családja
Feleségétől Hegedűs Anna ápolónőtől három gyermeke született, akik mindhárman tanárok lettek: Judit (1954–), György (1955–) és Gabriella (1960–).

## Munkássága
Írásai többsége Bodosi György néven jelentek meg. Nevét az akkor még Bodoson élő Józsáknak Bethlen Gábor által adományozott nemesi levél birtokosaként választotta. 1949-ben, a Válaszban jelent meg legelső írása, egy tanulmány. Kis időre hátat fordított az irodalomnak, amikor nyomdában lévő könyvét bezúzták és az Illyés Gyula által irányított folyóirat is megszűnt, továbbá Bibó Istvánt is elmozdították a vele együtt dolgozókkal egyetemben. Csak a forradalom után tért vissza az irodalomhoz, mégpedig úgy, hogy felkereste Illyést. Az Új írásban jelent meg első szonettje, ezt követően pedig a Jelenkorban publikált. Első könyve, az Öröm szavai című verseskötet 1964-ben jelent meg és Illyés Gyula írt hozzá előszót.

### Könyvek
- Bodosi György.szerk.: Illyés Gyula: Az öröm szavai – Versek. Budapest: Szépirodalmi (1964)
- Bodosi György.szerk.: Vilmon Gyula: Kő, kerék, víz. Budapest: Magvető (1968)
- Bodosi György. A nap hiánya, Néhány fekete-fehér illusztrációval., Budapest: Magvető (1972)
- Bodosi György. Völgyvallatás, Fekete-fehér fotókkal illusztrálva., Budapest: Magvető. ISBN 963-271-096-7 (1979)
- Bodosi György.szerk.: Domokos Mátyás: A szólás vágyával – Versek. Budapest: Szépirodalmi. ISBN 963-15-1528-1 (1980)
- Bodosi György.szerk.: Tüskés Tibor: Illyés Gyula Tihanyban, Fekete-fehér fotókkal illusztrált., Pécs: Baranya Megyei Könyvtár. ISBN 963-7272-22-4 (1980)
- Bodosi György. Ébresztgetések. Veszprém: magánkiadás (1991)
- Bodosi György. Hazában emberként – Egy falu és orvosa. Vörösberény: Balaton Akadémia. ISBN 963-8365-12-9 (1994)
- Bodosi György. Hazában emberként – Az árvizi hajós. Vörösberény: Balaton Akadémia. ISBN 963-836-512-9 (1994)
- Bodosi György, Szelényi Károly (fotóművész).szerk.: Sz. Farkas Aranka: Balatonfüred – Egy tóparti város története, Színes fotókkal illusztrálva., Veszprém: F. Szelényi Ház. ISBN 963-8155-30-2 (1994)
- Bodosi György.szerk.: Varga Béla: Az idő marasztalása, Fekete-fehér fotókkal, illusztrációkkal., Veszprém: Veszprémi Eötvös Károly Megyei Könyvtár. ISBN 963-8155-30-2 (1998)
- Bodosi György.szerk.: Varga Béla: Antik játékok, Fekete-fehér fotókkal, illusztrációkkal., Veszprém: Eötvös Károly Megyei Könyvtár. ISBN 963-7199-73-X (2000)
- Bodosi György.szerk.: Fenyvesi Ottó, Józsa György: Szép álmok vesztőhelye. Veszprém: BabelPress Bt.. ISBN 963-00-8752-9 (2001)
- Bodosi György. Don Domani. Veszprém: Művészetek Háza. ISBN 963-9105-43-0 (2003)
- Bodosi György. Kertparti árnyakkal, Fekete-fehér fotóval, illusztrációkkal., Veszprém: Bábelpress Bt.. ISBN 963-217-998-6 (2005)
- Bodosi György.szerk.: Sz. Farkas Aranka: Kettesek a tóban, Színes fotókkal illusztrálva., Balatonfüred: Balatonfüred Város Önkormányzata. ISBN 978-963-87107-4-1 (2007)
- Bodosi György. Mondatokba takarózva. Budapest: magánkiadás. ISBN 963-217-998-6 (2008)
- Bodosi György. Egy csillag születése – Jelenések Szent Katalin életéből. Balatonfüred: Balatonfüred város önkormányzata. ISBN 2399990699614 (2008)
- Bodosi György.szerk.: Jarina Markó: Curriculum, Fekete-fehér illusztrációkkal., Balatonfüred: Balatonfüred város önkormányzata. ISBN 2399990699614 (2010)
- Bodosi György. Csillagórán. ISBN 0839000373636 (2015)
- Bodosi György. Itiner (2018)

### Cikkek
Versei, esszéi a Jelenkor, Új Írás, Kortárs, Somogy, Életünk, Hazánk, Új Horizont, Napló cím periodikákban, a Tündér Tihany, Innen és túl, Hajnali szél, Hullámok vándorai, Aranyszárnyak és más antológiákban jelentek meg. Két verse (Lassan tíz éve; Parasztszobámban) olvasható a Szép Versek 1964-es kötetében is. Egyéb írásai a 
- Válasz, 1949. 3–4. sz.
- Jelenkor, 1967. 7–8. sz.
- Kortárs, 1971. 12. sz.
- Fejér Megyei Szemle, 1981. 1–2., 1982. 2., 1984. 2. sz.
- Magyar Szemle, 1993. 5., 1995. 2., 1996. 1., 1997. 5. és 9., 1999. 4. sz.
- Új Horizont, 1998. 1. sz.
- Somogy, 1999. 3. sz.
- Bakony-balatoni kalendárium mind a 10 kötetben[1]

## Róla szóló írások
- Illyés Gyula előszava az Öröm szavaihoz.[1]
- Tóbiás Áron: Költő és körorvos. = Olvasó Nép, 1986. 30. sz.[1]
- Keresztury Dezső: Egy lírai szociográfia. = Új Horizont, 1993. 6. sz.[1]
- Gerencsér Miklós: Költő a tájban. = Ébresztgetések, utószó. 1991.[1]
- Horváthy György: Bodosi György hatodik verseskönyvéről. = Az idő marasztalása. 1998.[1]
- Horváthy György: Színpadra, filmre termett művek. = Antik játékok. (Utószó) és több tucatnyi szerzőtől könyvkritikák, portrék, interjúk róla különböző folyóiratokban.[1]

## Műveiből
Horváth Csaba a Fotre Társulattal előadta a Kettesek a tóban című színművét /2024/ és még játszák a Szkéné Színházban a műveiből összeállított Az idő marasztalása című darabot.

## Díjai, kitüntetései
- Magyar Arany Érdemkereszt (2016)[2]

## Emlékezete

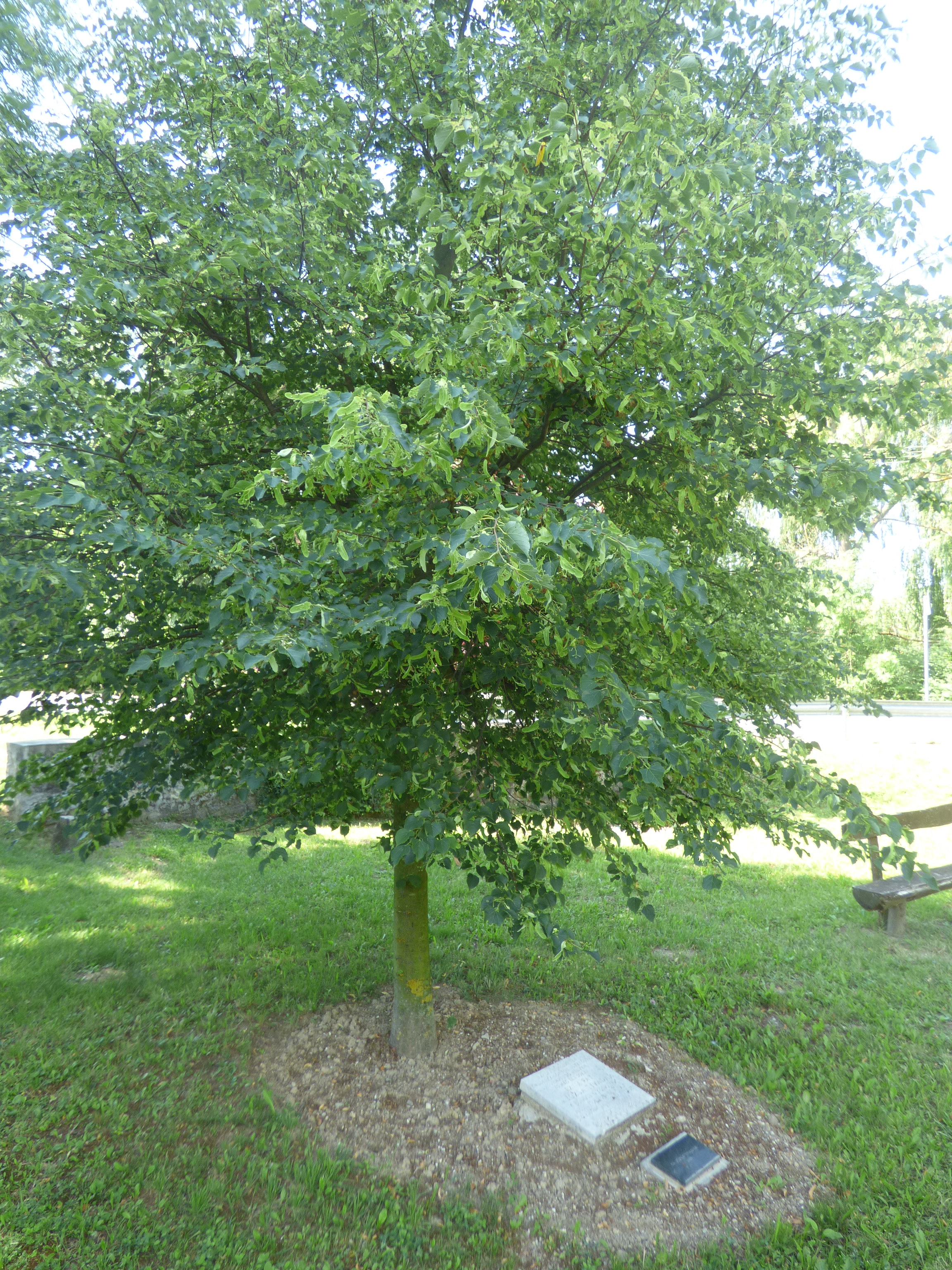
Az emlékfa és emléktábla

Pécselyen emlékfát ültettek az emlékére mely előtt emléktábla is őrzi emlékét.